# Championnats d'Europe de VTT 2012
Navigation
Édition précédente Édition suivante
Les championnats d'Europe de VTT 2012 pour le VTT cross-country ont lieu du 7 au 10 juin à Moscou en Russie. Ils sont organisés par l'Union européenne de cyclisme.

## Résultats

### Cross-country
| Épreuve                | Vainqueur                                                           | Deuxième                                                                | Troisième                                                                    |
| ---------------------- | ------------------------------------------------------------------- | ----------------------------------------------------------------------- | ---------------------------------------------------------------------------- |
| Hommes                 | Moritz Milatz                                                       | Sergio Mantecón                                                         | Ralph Näf                                                                    |
| Hommes                 | 1 h 53 min 42 s                                                     | + 1 s                                                                   | + 21 s                                                                       |
| Femmes                 | Gunn-Rita Dahle                                                     | Esther Süss                                                             | Sabine Spitz                                                                 |
| Femmes                 | 1 h 37 min 26 s                                                     | + 1 min 11 s                                                            | + 1 min 12 s                                                                 |
| Hommes moins de 23 ans | Ondřej Cink                                                         | Michiel van der Heijden                                                 | Luca Braidot                                                                 |
| Hommes moins de 23 ans | 1 h 13 min 32 s                                                     | + 14 s                                                                  | + 17 s                                                                       |
| Femmes moins de 23 ans | Jolanda Neff                                                        | Paula Gorycka                                                           | Anne Terpstra                                                                |
| Femmes moins de 23 ans | 1 h 12 min 29 s                                                     | + 8 s                                                                   | + 56 s                                                                       |
| Hommes juniors         | Romain Seigle                                                       | Titouan Carod                                                           | Andri Frischknecht                                                           |
| Hommes juniors         | 1 h 00 min 30 s                                                     | + 18 s                                                                  | + 28 s                                                                       |
| Femmes juniors         | Jenny Rissveds                                                      | Margot Moschetti                                                        | Sofia Wiedenroth                                                             |
| Femmes juniors         | 54 min 01 s                                                         | + 19 s                                                                  | + 30 s                                                                       |
| Relais mixte           | Italie Michele Casagrande Gioele Bertolini Eva Lechner Luca Braidot | Suisse Martin Gujan Katrin Leumann Matthias Stirnemann Dominic Zumstein | Pays-Bas Michiel van der Heijden Jesper Slik Anne Terpstra Henk-Jaap Moorlag |
| Relais mixte           | 1 h 01 min 14 s                                                     | + 4 s                                                                   | + 12 s                                                                       |

## Cross-country marathon
Les épreuves ont lieu le 17 juin 2012 à Malevil en Tchéquie. 
| Épreuve | Vainqueur       | Deuxième     | Troisième     |
| ------- | --------------- | ------------ | ------------- |
| Hommes  | Kristian Hynek  | Pavel Boudny | Alban Lakata  |
| Hommes  | 3 h 57 min 00 s | + 1 min 05 s | + 3 min 05 s  |
| Femmes  | Pia Sundstedt   | Sally Bigham | Silke Schmidt |
| Femmes  | 4 h 19 min 28 s | + 2 s        | + 3 min 31 s  |